# Baflo vasútállomás
Baflo vasútállomás Hollandiában, Winsum településen. Az állomást a Nederlandse Spoorwegen üzemelteti.

## Vasútvonalak
Az állomást az alábbi vasútvonalak érintik:
- Sauwerd–Roodeschool-vasútvonal

## Kapcsolódó állomások
A vasútállomáshoz az alábbi állomások vannak a legközelebb:
- Winsum vasútállomás
- Warffum vasútállomás